# Bessemer Bend
Bessemer Bend statisztikai település az USA Wyoming államában, Natrona megyében. Lakosainak száma 202 fő (2020. április 1.).

## Népesség
A település népességének változása:

| 2010 | 199 |
| 2020 | 202 |